# Megaselia flavibasis
Megaselia flavibasis är en tvåvingeart som beskrevs av Rudolf Beyer 1958. Megaselia flavibasis ingår i släktet Megaselia och familjen puckelflugor.
Artens utbredningsområde är Myanmar. Inga underarter finns listade i Catalogue of Life.